# Gower Champion

Gower Champion (ganz links) mit Harry S. Truman und Ehefrau Marge Champion (zweite von rechts) im Carton Barron Amphitheater, Mai 1951

Gower Carlyle Champion (* 22. Juni 1919 in Geneva, Illinois; † 25. August 1980 in Manhattan, New York) war ein US-amerikanischer Musical- und Filmregisseur, Choreograph, Film- und Theaterschauspieler sowie Tänzer. Der Regisseur der Erstproduktionen von Musicals wie Hello, Dolly!, Bye Bye Birdie und  42nd Street galt als einer der „herausragendsten und einflussreichsten Regisseure des amerikanischen Musiktheaters“. Im Laufe seiner Karriere gewann er insgesamt acht Tony Awards.

## Leben und Karriere
Gower Champion wurde als Sohn eines Werbefachmannes in Illinois geboren, nach der Scheidung seiner Eltern zog er mit der Mutter nach Los Angeles. Bereits in jungen Jahren nahm er Tanzsstunden, ab Mitte der 1930er-Jahre trat er als Tänzer in Nachtclubs und Hotels auf, unter anderem mit einer Tanzpartnerin im Waldorf Astoria in New York City. Im Juni 1939 machte er sein Broadway-Debüt als Tänzer in Streets of Paris. Im Zweiten Weltkrieg diente er in der Küstenwache und trat auch hier in verschiedenen Shows auf, unter anderem neben dem ebenfalls noch unbekannten Sid Caesar.
1947 heiratete er die Tänzerin Marjorie „Marge“ Belcher, mit der er zwei Söhne bekam. Das Ehepaar erreichte durch gemeinsame Tanzauftritte Berühmtheit und galt als eines der glamurösesten Paare des amerikanischen Theaters. Gemeinsam mit Marge spielte er in mehreren von Metro-Goldwyn-Mayer produzierten Tanzfilmen mit. Das Studio überlegte, die beiden als Nachfolger des legendären Tanzpaares Ginger Rogers und Fred Astaire zu etablieren. Gemeinsam spielte das Ehepaar Champion Nebenrollen in einer Reihe von Filmen wie Show Boat (1951), eine Hauptrolle erhielten sie jedoch nur in Mervyn LeRoys Film Männer machen Mode von 1952. Sie traten gemeinsam auch in mehreren US-Fernsehserien auf und besaßen kurzzeitig 1957 ihre eigene Fernsehshow The Marge and Gower Champion Show. 1973 ließ sich das Ehepaar scheiden. 1976 heiratete Gower in zweiter Ehe Karla Most, mit der er bis zu seinem Tod verheiratet blieb.
Neben den Auftritten mit seiner Frau war Champion auch schon früh auch als Regisseur und Choreograph tätig. Den ersten Tony Award holte er Ende der 1940er-Jahre für seine Arbeit am Musical Lend An Ear. Als das Interesse am Musical in Film und Fernsehen nachließ, wandte er sich in den 1960er-Jahren vermehrt dem Broadway zu. In diesem Jahrzehnt feierte er seine größten Erfolge und gewann während dieser Zeit insgesamt sechs Tony Awards: dreimal für die Bester Regie, dreimal für die Beste Choreographie. Sein erster Hit war 1960 Bye Bye Birdie mit dem zu diesem Zeitpunkt noch relativ unbekannten Dick Van Dyke, welches über 600 Vorstellungen hatte und später auch verfilmt wurde. Carnival! im Folgejahr lief mit insgesamt 719 Vorstellungen sogar noch länger. Einer seiner größten Erfolge war Hello, Dolly! mit Carol Channing, welches ab 1964 fast sieben Jahre ununterbrochen lief und mit zehn Tony Awards ausgezeichnet wurde, dafür zwei für Gower. I Do! I Do!, ein Musical mit Mary Martin und Robert Preston als Ehepaar im Verlauf der Jahre, erwies sich mit insgesamt 560 Vorstellungen ebenfalls als populär. The Happy Time von 1968 war beim Publikum weniger erfolgreich und brach Champions Glückssträhne etwas, doch auch hierfür gewann er zwei Tony Awards. 1972 erzielte er mit Sugar, einer Musicalversion des Billy-Wilder-Klassikers Manche mögen’s heiß, wieder einen nennenswerten Erfolg.
Als Filmregisseur versuchte sich Champion nur zweimal: Beim Musical My Six Loves (1963) mit Debbie Reynolds und Cliff Robertson, sowie bei der Gangsterkomödie Klauen wir gleich die ganze Bank (1974) mit George C. Scott und Joanna Cassidy. Er führte außerdem bei einigen Fernsehproduktionen sowie bei der Oscarverleihung 1969 Regie.
Nachdem er mit Mack & Mabel, Rockabye Hamlet und A Broadway Musical in den 1970er-Jahren an größeren Flops beteiligt war (A Broadway Musical schloss sogar schon nach einer Vorstellung), versuchte er als Regisseur des Musicals 42nd Street ein Comeback. Bei den Proben zu dem auf den gleichnamigen Film basierenden Stück verschlechterte sich allerdings der Gesundheitszustand von Champion zusehends. Der 61-jährige starb am 25. August 1980, wenige Stunden vor der Premiere von 42nd Street, an einer seltenen Form von Blutkrebs im Memorial Sloan-Kettering Cancer Center. Sein Tod wurde erst nach Ende der Premierenvorstellung durch den für seine PR-Aktionen bekannten Produzenten David Merrick öffentlichkeitswirksam bekannt gegeben. Er unterbrach den Applaus mit den Worten:
This is tragic. You don’t understand. Gower Champion died this morning.
Gower Champions dramatischer Tod sorgte weltweit für Schlagzeilen und die Lichter des Broadways wurden zu seinen Ehren für eine Minute gedimmt. Das Comeback glückte ihm nur postum: Seine Arbeit an 42nd Street brachte ihm den Drama Desk Award sowie seinen achten Tony Award ein, die Produktion gewann außerdem den Tony Award als Bestes Musical und entwickelte sich mit insgesamt 3486 Vorstellungen bis zum Jahr 1989 zu einem der großen Hits der Broadway-Geschichte.

## Filmografie (Auswahl)
Als Schauspieler
- 1939: Projection Room (Kurzfilm)
- 1945: Rhapsodie in Blau (Rhapsody in Blue)
- 1946: Bis die Wolken vorüberzieh’n (Till the Clouds Roll By)
- 1948: Words and Music
- 1950: Mr. Music
- 1951: Mississippi-Melodie (Show Boat)
- 1952: Männer machen Mode (Lovely to Look At)
- 1952: Everything I Have Is Yours
- 1953: Eine Chance für Suzy (Give a Girl a Break)
- 1955: Jupiters Liebling (Jupiter's Darling)
- 1955: Liebe im Quartett (Three for the Show)
- 1968: Star!
- 1977: Sharon: Portrait of a Mistress (Fernsehfilm)

Als Regisseur
- 1963: My Six Loves
- 1969: Oscarverleihung 1969 (Regisseur der Preisverleihung)
- 1969: Andrews-Belafonte-Show (An Evening with Julie Andrews and Harry Belafonte; Fernsehshow)
- 1974: Klauen wir gleich die ganze Bank (Bank Shot)

## Broadway-Arbeiten
- 1939: Streets of Paris (als Schauspieler)
- 1942: Count Me In (als Schauspieler)
- 1948: Lend an Ear (als Choreograph)
- 1948: Small Wonder (als Choreograph)
- 1951: Make a Wish (als Cheoreograph)
- 1955: 3 for Tonight (als Regisseur und Schauspieler)
- 1960: Bye Bye Birdie (als Regisseur und Choreograph)
- 1961: Carnival! (als Regisseur und Choreograph)
- 1964: Hello, Dolly! (als Regisseur und Choreograph)
- 1966: I Do! I Do! (als Regisseur)
- 1966: 3 Bags Full (als Regisseur)
- 1968: The Happy Time (als Regisseur und Choreograph)
- 1969: A Flea in Her Ear (als Regisseur)
- 1971: Prettybelle (als Regisseur und Choreograph)
- 1972: Sugar (als Regisseur und Choreograph)
- 1973: Irene (als Regisseur)
- 1974: Mack & Mabel (als Regisseur und Choreograph)
- 1976: Rockabye Hamlet (als Regisseur und Choreograph)
- 1978: A Broadway Musical (als Supervisor der Produktion)
- 1980: 42nd Street (als Regisseur und Choreograph)

## Auszeichnungen
Tony Award
- 1948: Tony Award für die Beste Choreographie für Lend An Ear
- 1961: Tony Award für die Beste Musicalregie für Bye Bye Birdie
- 1961: Tony Award für die Beste Choreographie für Bye Bye Birdie
- 1964: Tony Award für die Beste Musicalregie für Hello, Dolly!
- 1964: Tony Award für die Beste Choreographie für Hello, Dolly!
- 1968: Tony Award für die Beste Musicalregie für The Happy Time
- 1968: Tony Award für die Beste Choreographie für The Happy Time
- 1981: Tony Award für die Beste Choreographie für 42nd Street

Er erhielt außerdem sieben weitere Nominierungen für den Tony Award.
Drama Desk Award
- 1981: Drama Desk Award für die Beste Choreographie für 42nd Street

Hollywood Walk of Fame
- Stern in der Kategorie Fernsehen